# الدقل (كوكبة)

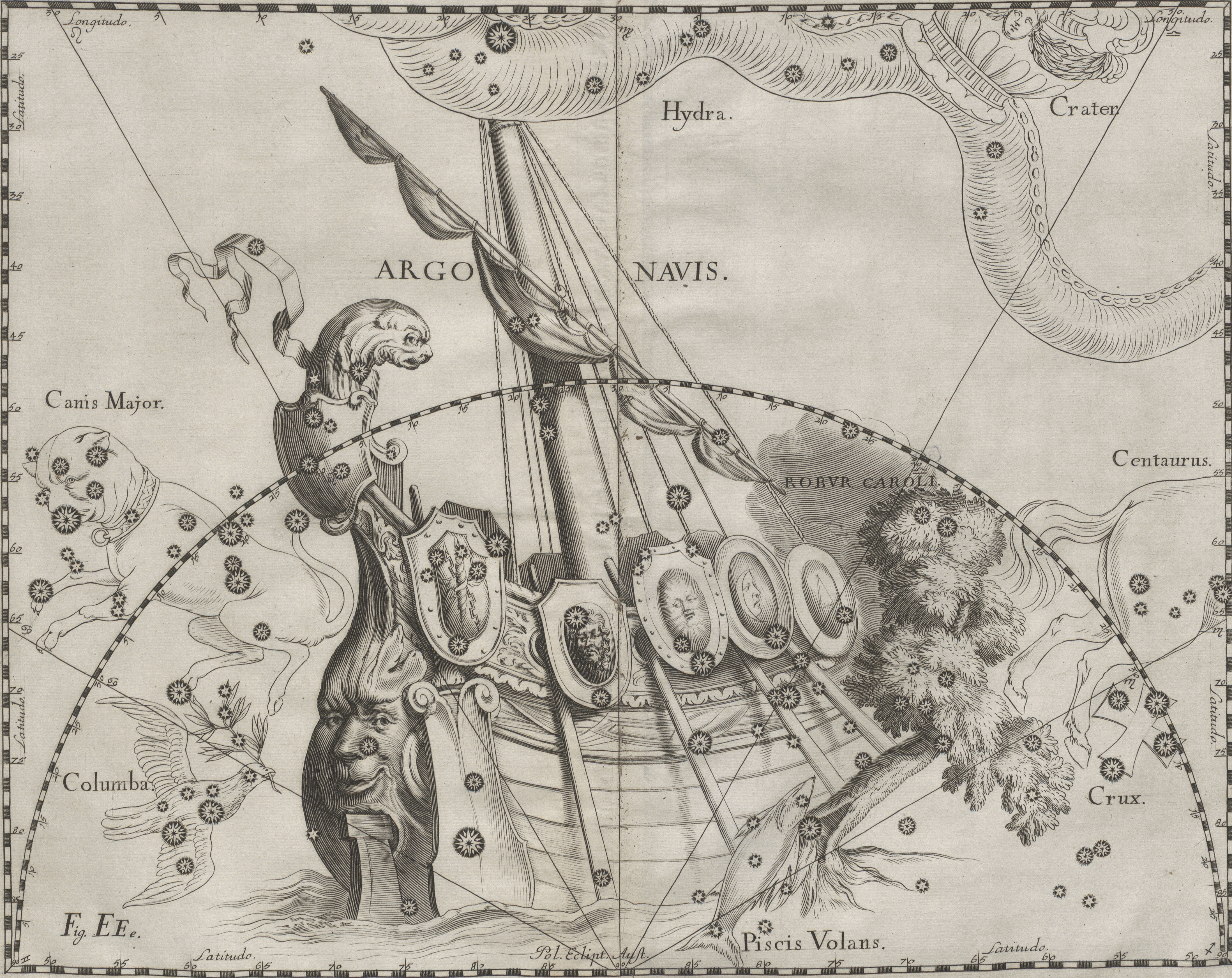
يمكن رؤية قسم الدقل الفرعي على الرسم التوضيحي لكوكبة السفينة الذي رسمه يوهانيس هيفليوس سنة 1690.

كوكبة الدَّقَل أو السَّارِيَة (باللاتينية: Malus) هي قسم فرعي سابق من كوكبة السفينة القديمة اقترحه الفلكي الإنجليزي جون هيرشل في عام 1844. سميت بذلك الاسمين نسبة إلى صاري السفينة (مرادفها). كانت من الممكن أن تحل محل كوكبة بيت الإبرة (باللاتينية: Pyxis)، التي أُدخلت في خمسينيات القرن الثامن عشر على يد نيقولا لويس دو لاكاي. لم يُعتمد اقتراح هيرشل على نطاق واسع ولم يعترف الفلكيون بكوكبة الدقل الآن.

## وصلات خارجية
- Malus, ‍an ‍attempted ‍replacement ‍for ‍Pyxis، حكايات النجوم لإيان ريدباث [الإنجليزية].